# Давньоєгипетські божества

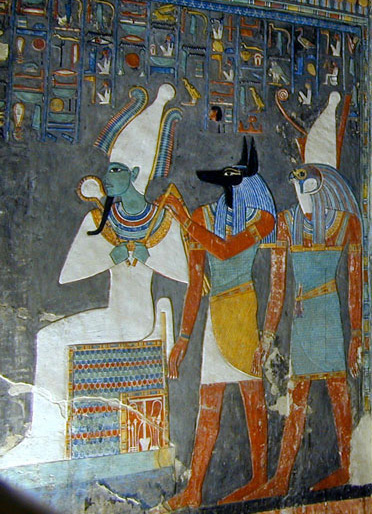
Боги Осіріс, Анубіс і Гор у гробниці Хоремхеба (KV57) в Долині царів

Давньоєгипетські божества — це боги і богині, яким поклонялися в Стародавньому Єгипті. Вірування та ритуали, які оточують цих богів, складають ядро давньоєгипетської релігії, яка виникла колись у передісторії. Божества представляли природні сили та явища, і єгиптяни підтримували та задобрювали їх за допомогою жертв та ритуалів, щоб ці сили продовжували існувати відповідно до маат, або божественного порядку. Після заснування єгипетської держави близько 3100 до н. е., повноваження для виконання цих завдань контролювалися фараоном, який стверджував, що він представник богів і керував храмами, де здійснювалися ритуали.
Різні характеристики богів були виражені у міфах та у важких стосунках між божествами: родинних зв'язках, розривних групах та ієрархіях, поєднаннях окремих богів в одного. Різноманітні зображення божеств у мистецтві — як тварин, людей, предметів і комбінацій різних форм — також натякали через символізм на їхні істотні риси.
У різноманітні епохи, вважалося, що різні боги займали найвище місце в божественному середовищі, включаючи сонячне божество Ра, таємничого бога Амона і богиню-матір Ісіду. Найвеличнішому божеству зазвичай приписували створення світу і часто пов'язували з життєдайною силою сонця. Деякі вчені стверджували, частково на основі єгипетських писань, що єгиптяни почали визнавати єдину божественну силу, яка лежить за всіма речами та присутня в усіх інших божествах. Проте вони ніколи не відмовлялися від свого первісного політеїстичного погляду на світ, за винятком, можливо, епохи атенізму в 14 столітті до нашої ери, коли офіційна релігія зосереджувалася виключно на абстрактному сонячному божестві, Атоні.
Вважалося, що боги присутні по всьому світу, здатні впливати на природні явища та хід людського життя. Люди спілкувалися з ними в храмах і неофіційних святинях, як з особистих причин, так і для більших цілей державних обрядів. Єгиптяни молилися про божественну допомогу, використовували ритуали, щоб змусити божеств діяти, і зверталися до них за порадою. Відносини людей зі своїми богами були основоположною частиною єгипетського суспільства.
Істот у давньоєгипетській культурі, яких можна назвати божествами, важко порахувати. У єгипетських текстах згадуються імена багатьох божеств, походження яких невідоме, і містять нечіткі, непрямі посилання на інших богів, яких навіть не називають.  Єгиптолог Джеймс П. Аллен вважає, що в єгипетських текстах згадується понад 1400 божеств,  тоді як його колега Крістіан Лейтц каже, що існують «тисячі й тисячі» богів. 
У єгипетській мові ці істоти називалися nṯr, «бог», а жіноча назваnṯrt, «богиня».  Вчені намагалися розпізнати первісну природу богів, пропонуючи етимологію цих слів, але жодна з цих пропозицій не отримала визнання, а походження термінів залишається неясним. Ієрогліфи, які використовували як ідеограми та детермінанти при написанні цих слів, показують деякі риси, які єгиптяни пов'язували з божественністю.  Найпоширенішим із цих знаків є прапор, що майорить з жердини. Подібні предмети розміщувалися біля входу в храми, що символізували присутність божества, протягом усієї давньоєгипетської історії. Інші такі ієрогліфи включають сокола, що нагадує кількох ранніх богів, які зображувалися як соколи, і сидяче чоловіче або жіноче божество.  Жіноча форма також може бути записана з яйцем як визначальним, що пов'язує богинь зі створенням і народженням, або з коброю, що показує використання кобри для зображення багатьох жіночих божеств. 
Єгиптяни відрізняли nṯrw, «боги», від rmṯ, «люди», але значення єгипетських та англійських термінів не збігаються. Термін nṯr міг стосуватися будь-якої істоти, яка якимось чином перебувала поза межами повсякденного життя.  Померлих людей називали nṯr, оскільки їх вважали схожими на богів , тоді як цей термін рідко застосовували до багатьох менших надприродних істот Єгипту, яких сучасні вчені часто називають «демонами».  Єгипетське релігійне мистецтво також зображує місця, предмети та поняття у людській формі. Ці персоніфіковані ідеї варіюються від божеств, які були важливими в міфах і ритуалах, до незрозумілих істот, які згадувалися лише раз чи двічі, що може бути трохи більше, ніж метафори. 
Зіткнувшись із цими розмитими відмінностями між богами та іншими істотами, вчені запропонували різні визначення «божества». Одне широко прийняте визначення, запропоноване Яном Ассманом  говорить про те, що божество має культ, який залучений до якогось аспекту всесвіту та описаний в міфології чи інших формах письмової традиції.  Згідно з іншим визначенням, наданим Дімітрієм Міксом, nṯr застосовувався до будь-якої істоти, яка була центром ритуалу. З цієї точки зору «боги» мали короля, якого називали богом після його обрядів коронації, і померлих душ, які входили в божественне царство через похоронні церемонії . Так само, першість великих богів підтримувалася ритуальною відданістю, яка здійснювалася для них у всьому Єгипті. 
Перші письмові свідчення про божества в Єгипті походять із ранньодинастичного періоду (бл. 3100–2686 рр. до н. е.).  Мабуть, божества виникли колись у попередньо додинастичному періоді (до 3100 р. до н. е.) і виросли з доісторичних релігійних вірувань. Додинастичний твір зображує різноманітні фігури тварин і людей. Деякі з цих зображень, наприклад, зірки і худоба, нагадують важливі риси єгипетської релігії пізнього часу, але в більшості випадків недостатньо доказів, щоб виявити, чи пов'язані зображення з божествами. У міру того, як єгипетське суспільство ставало більш витонченим, з'являлися чіткіші ознаки релігійної діяльності.  Найдавніші відомі храми з'явилися в останні століття додинастичної ери  разом із зображеннями, що нагадують іконографії відомих божеств: сокіл, який уособлює Гора та кількох інших богів, схрещені стріли, що символізують Нейт,  14]  та загадкову " тварину набору ", яка представляє Сет . 

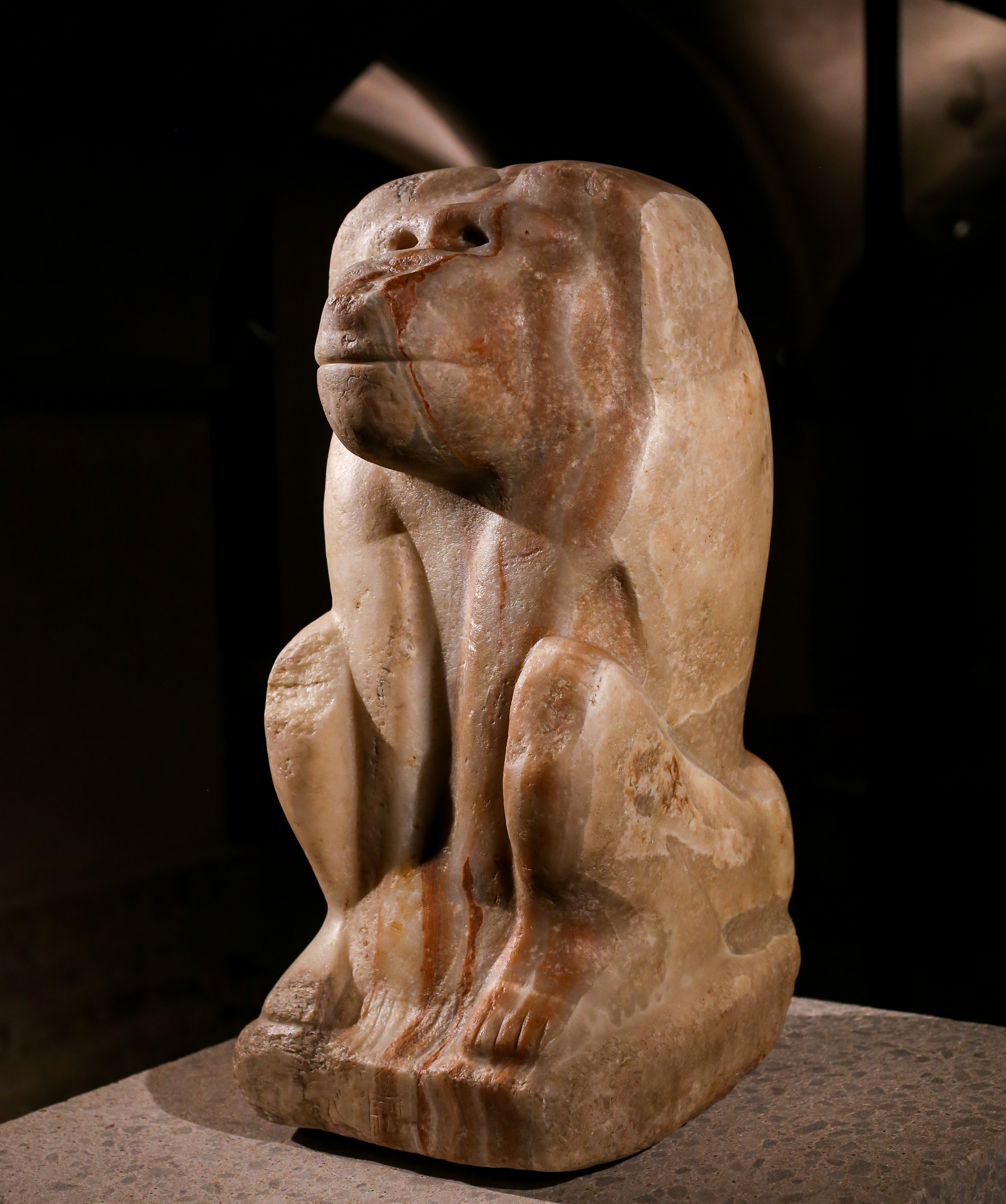
Статуя бога бабуїна Хедж-Вера з іменем покійного додинастичного короля Нармера

Багато єгиптологів і антропологів висували теорії про те, як боги появлялись в ці ранні часи.  Гюстав Жек'є, наприклад, вважав, що єгиптяни спочатку шанували примітивних фетишей, потім божеств у формі тварин і, нарешті, божеств в людській формі, тоді як Анрі Франкфор стверджував, що боги повинні були уявлятися в людській формі з початку.  Деякі з цих теорій зараз вважаються занадто спрощеними , а більш сучасні, наприклад гіпотеза Зігфріда Моренца про те, що божества з'явилися, коли люди почали відрізняти себе від свого оточення та персоніфікувати його, важко довести. 
Додинастичний Єгипет спочатку складався з невеликих незалежних сіл.  Оскільки багато божеств у пізні часи були тісно пов'язані з окремими містами та регіонами, багато вчених припускають, що пантеон сформувався як розрізнені спільноти, об'єднані в більші держави, поширюючи та змішуючи культ старих місцевих божеств. Інші стверджували, що найважливіші додинастичні боги, як і інші елементи єгипетської культури, були присутні по всій країні, незважаючи на її політичний поділ. 
Останнім кроком у формуванні єгипетської релігії стало об'єднання Єгипту, в результаті якого правителі Верхнього Єгипту стали фараонами всієї країни.  Ці священні королі та їхні підопічні взяли на себе право співпрацювати з богами,  і царство стало об'єднуючим центром релігії. 
Після цієї зміни продовжували з'являтись нові божества. Відомо, що деякі важливі божества, такі як Ісіда та Амон, не з'явилися до Старого царства (бл. 2686—2181 рр. до н. е.).  Місця та концепції могли надихнути на створення божества, щоб їх представляти,  і божества іноді створювалися, щоб служити аналогами протилежної статі встановленим богам чи богиням.  Вважалося, що королі є божественними, хоча лише деяким продовжували поклонятися ще довго після їхньої смерті. Вважалося, що деякі некоролівські люди мають прихильність богів і відповідно шануються.  Зазвичай таке шанування тривало недовго, але придворні архітектори Імхотеп і Аменхотеп, син Хапу, вважалися богами через століття після їхнього життя , як і деякі інші посадові особи. 
Через зв'язки з сусідніми цивілізаціями єгиптяни також прийняли чужих божеств . Дедун, який вперше згадується в Старому царстві, можливо, походив з Нубії, а Ваал, Анат і Астарта, серед інших, були залучені з релігії ханаанів під час Нового царства (близько 1550—1070 рр. до н. е.).  У грецькі та римські часи, з 332 р. до н. е. до перших століть нашої ери, в Єгипті шанувалися божества з усього Середземноморського світу, але місцеві боги залишилися, і вони часто поглинали культи цих прибульців у своє поклоніння. 
Сучасні знання єгипетських вірувань про богів здебільшого черпаються з релігійних писань, створених національними книжниками та жерцями . Ці люди були верхівкою єгипетського суспільства і дуже відрізнялися від загального населення, більшість з яких були неписьменними. Мало відомо про те, наскільки добре це велике населення знало або розуміло витончені ідеї, які розвивала еліта.  Уявлення простих людей про божественне могло відрізнятися від уявлень священиків. Населення може, наприклад, помилково прийняти символічні твердження релігії про богів та їхні дії за правдиву істину.  Але в цілому те, що мало відомо про популярні релігійні вірування, відповідає традиції еліти. Ці дві традиції формують багато в чому цілісне бачення богів та їх природи. 

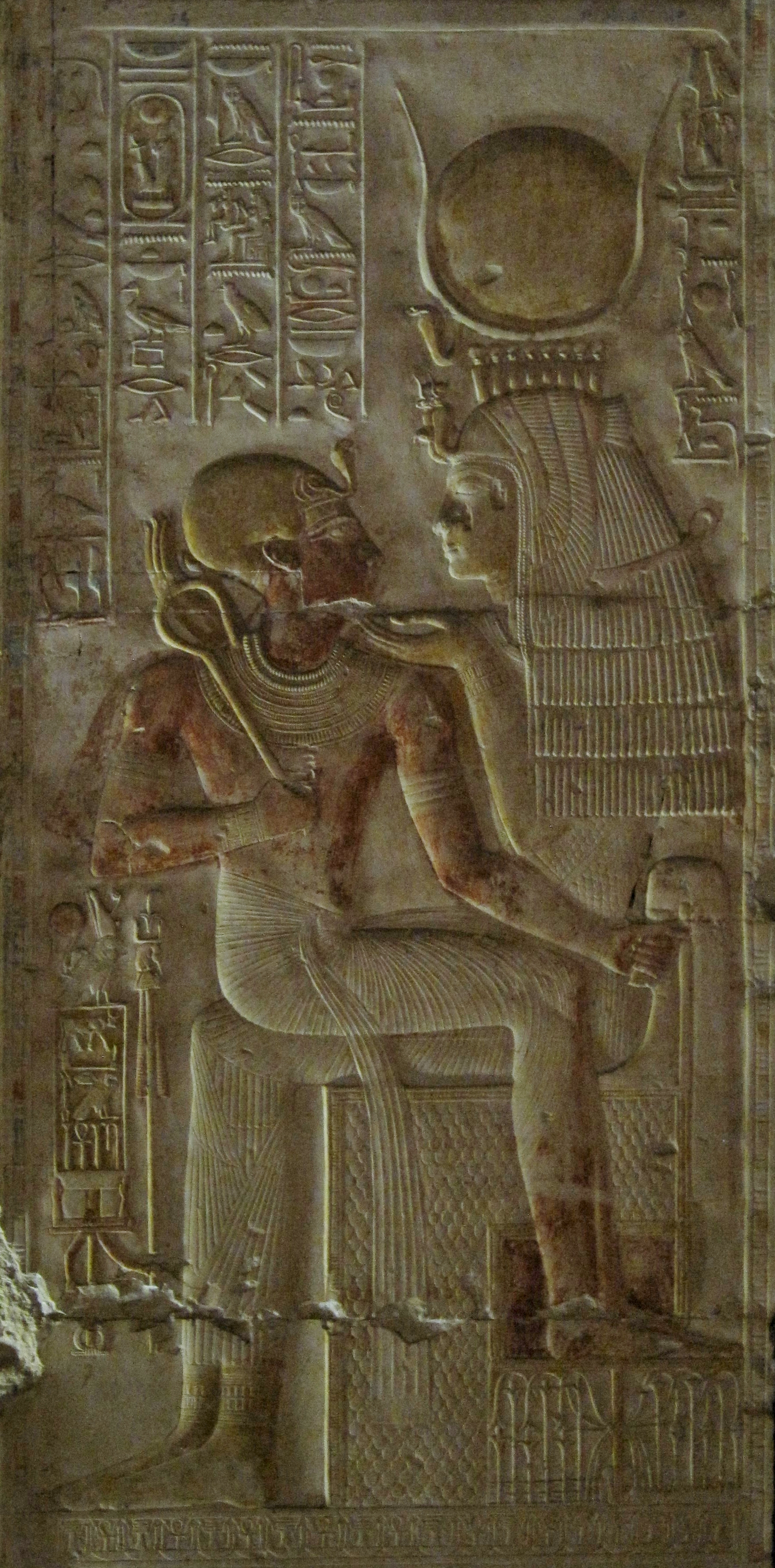
Ісіда, богиня-матір і покровителька царства, тримає на колінах фараона Сеті I.

Більшість єгипетських божеств представляють природні чи соціальні явища . Взагалі вважалося, що боги є іманентними в цих явищах — присутні в природі.  Типи явищ, які вони представляли, включають фізичні місця та об'єкти, а також абстрактні поняття та сили.  Бог Шу був обожненням усього повітря світу; богиня Меретсегер керувала обмеженим регіоном землі, Фіванський некрополь ; а бог Сіа уособлював абстрактне поняття сприйняття .  Головні боги часто брали участь в кількох типах явищ. Наприклад, Хнум був богом острова Елефантіна посеред Нілу, річки, яка була важливою для єгипетської цивілізації. Йому приписують щорічний розлив Нілу, який удобрював сільськогосподарські угіддя країни. Можливо, як результат цієї життєдайної функції, він, як кажуть, створив усе живе, виліпивши їх тіла на гончарному крузі .  Боги могли розділяти ту ж роль у природі; Ра, Атум, Хепрі, Гор та інші божества виступали як боги сонця .  Незважаючи на різноманітні функції, більшість богів виконували спільну роль: підтримували маат, універсальний порядок, який був центральним принципом єгипетської релігії і сам уособлювався як богиня.  Проте деякі божества символізували порушення маат . Найбільш помітно те, що Апеп був силою хаосу, постійно загрожуючи знищити порядок у Всесвіті, а Сет був неоднозначним членом божественного суспільства, який міг як боротися з безладом, так і розпалювати його. 
Не всі питання існування розглядалися як божества. Хоча багато божеств були пов'язані з Нілом, жоден бог не уособлював його так, як Ра симолізував сонце.  Короткочасні явища, такі як веселка або затемнення, не були представлені богами;  також не було вогню, води чи багатьох інших компонентів світу. 
Ролі кожного божества були змінними, і кожен бог міг диференціювати свою природу, щоб набути нових характеристик. У результаті ролі богів важко класифікувати або визначити. Незважаючи на цю гнучкість, боги мали обмежені можливості та сфери впливу. Навіть бог-творець не міг вийти за межі створеного ним космосу, і навіть Ісіда, хоча вона була найрозумнішою з-поміж богів, не була всезнаючою .  Річард Х. Вілкінсон, однак, стверджує, що деякі тексти пізнього Нового царства припускають, що в міру розвитку віри про бога Амона вважалося, що він наближається до всезнання і всеприсутності, а також виходить за межі світу таким чином, що інші божества не зробили. 
Божества з найбільш обмеженими та спеціалізованими сферами в сучасній літературі часто називають «малими божествами» або «демонами», хоча для цих термінів немає чіткого визначення.  Деякі демони були охоронцями певних місць, особливо в Дуаті, царстві мертвих. Інші блукали світом людей і Дуатом або як слуги та посланці великих богів, чи як мандрівні духи, які спричиняли хвороби чи інші нещастя серед людей.  Значення демонів у божественній ієрархії не було фіксованим. Божества-захисники Бес і Таверет спочатку мали мізерні ролі, схожі на демонів, але з часом їм приписували великий вплив.  Найбільш страшні істоти в Дуаті вважалися огидними і небезпечними для людей.  Протягом єгипетської історії їх розглядали як принципово нижчі члени божественного суспільства  і являли собою протилежність корисним, життєдайним головним богам.  Проте навіть найшанованіші божества іноді могли помститися людям або один одному, демонструючи демонівську сторону свого характеру та стираючи кордони між демонами та богами. 
Вважалося, що божественний настрій керує всією природою.  За винятком небагатьох божеств, які порушили божественний порядок , дії богів підтримували маат, створювали й підтримували все живе.  Вони виконували цю роботу, використовуючи силу, яку єгиптяни називали гека, термін, який зазвичай перекладається як «магія». Гека була фундаментальною силою, яку бог-творець використовував для формування світу та самих богів. 

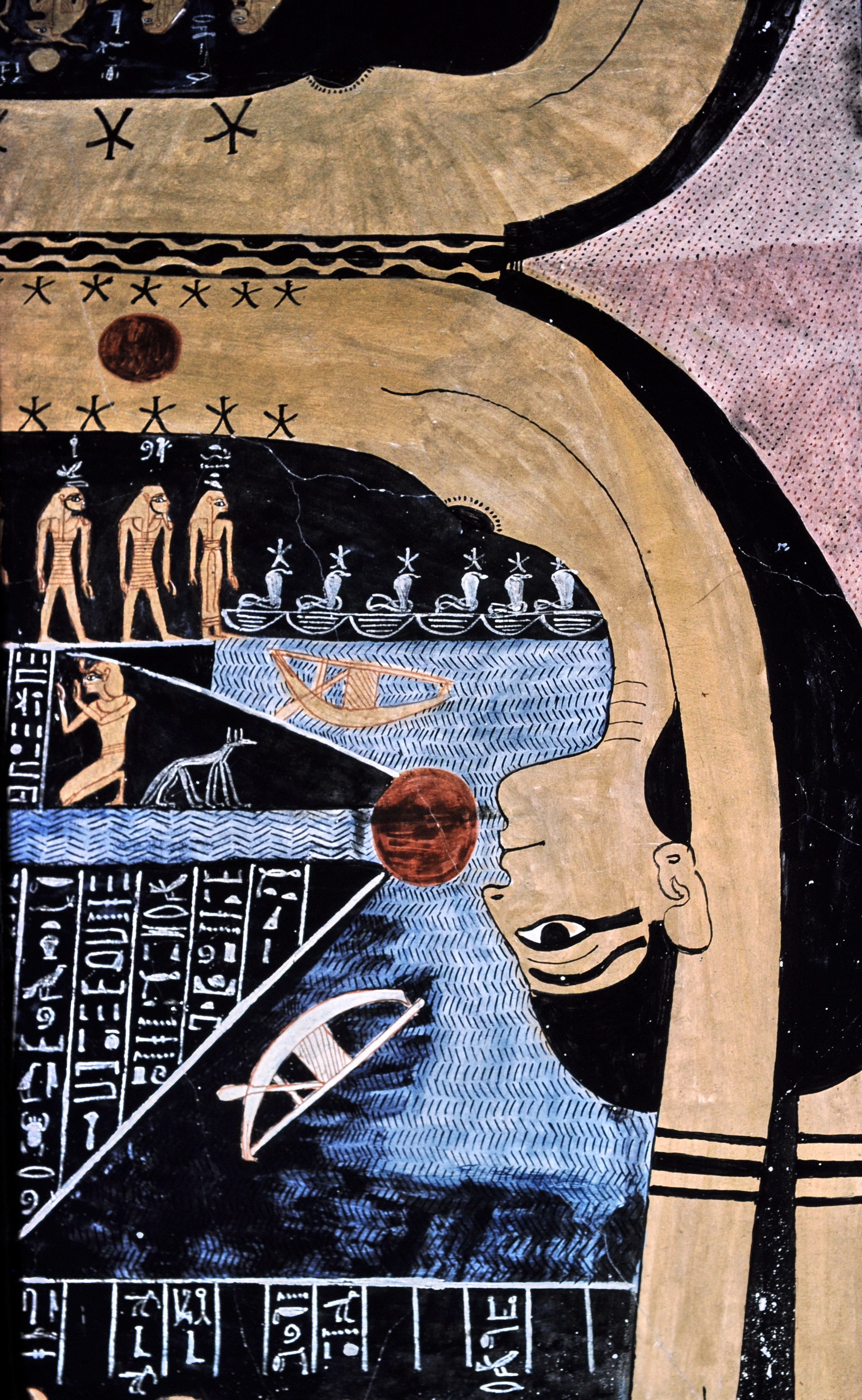
Богиня неба Нут ковтає сонце, яке вночі проходить по її тілу, щоб на світанку відродитися.

Подвиги богів у сьогоденні описуються й оспівуються в гімнах та похоронних текстах .  Навпаки, міфологія в основному стосується дій богів під час нечітко уявного минулого, коли боги були присутні на землі і безпосередньо взаємодіяли з людьми. Події минулого часу слугують як шаблон для подій сьогодення. Періодичні події були пов'язані з подіями в міфічному минулому; Спадкоємство кожного нового фараона, наприклад, відтворювало сходження Гора на престол його батька Осіріса . 
Міфи — це метафори дій богів, які люди не можуть повністю зрозуміти. Вони містять, здавалося б, суперечливі ідеї, кожна з яких виражає особливий погляд на божественні діяння. Протиріччя в міфі є частиною багатогранного підходу єгиптян до релігійних вірувань — те, що Анрі Франкфорт назвав «множинністю підходів» до розуміння богів.  У міфі боги поводяться так само, як люди. Вони відчувають емоції; вони можуть їсти, пити, битися, плакати, хворіти і вмирати.  Деякі мають унікальні риси характеру.  Сет агресивний і імпульсивний, а Тот, покровитель письма і знань, схильний до довготривалих промов. Але в цілому боги більше схожі на архетипи, ніж на добре намальованих персонажів.  Різні версії міфу можуть зображати різних божеств, які відіграють ту саму архетипну роль, як у міфах про Око Ра, жіночий аспект бога сонця, який був представлений багатьма богинями.  Міфічна поведінка божеств непостійна, а їхні думки та мотиви рідко пояснюють.  У більшості міфів відсутні високорозвинені персонажі та сюжети, оскільки їх символічне значення було важливішим, ніж розгорнутий розповідь. 
Першим божественним актом є створення космосу, описане в кількох міфах про створення . Вони зосереджуються на різних богах, кожен з яких може виступати як божество-творець.  Вісім богів Огдоаду, які представляють хаос, що передує створенню, народжують бога сонця, який встановлює порядок у новоутвореному світі; Птах, який втілює думку і творчість, надає форму всьому, уявляючи і називаючи їх;  Атум виробляє всі речі як еманації самого себе;  і Амон, згідно з теологією, яку просуває його жрецтво, передував і створив інших богів-творців.  Ці та інші версії подій створення не вважалися суперечливими. Кожен з них дає різний погляд на складний процес, за допомогою якого організований Всесвіт і його численні божества виникли з незмінного хаосу.  Період після створення, коли низка богів панує як царі над божественним суспільством, є місцем для більшості міфів. Боги борються проти сил хаосу і між собою, перш ніж відійти від людського світу і встановити історичних царів Єгипту на їхнє місце. 
У цих міфах повторюваною темою є намагання богів зберегти маат проти сил безладу. Вони ведуть жорстокі битви з силами хаосу на початку створення. Ра і Апеп, боролись один з одним щовечора, продовжують цю боротьбу до сьогодення.  Ще одна визначна тема — смерть і воскресіння богів. Найяскравішим прикладом смерті бога є міф про вбивство Осіріса, в якому цей бог воскрес як правитель Дуату.   Також кажуть, що бог сонця старіє під час своєї щоденної подорожі по небу, занурюється в Дуат вночі, а на світанку з'являється як маленька дитина. У процесі він вступає в контакт з омолоджуючою водою Нун, первісним хаосом. Похоронні тексти, які зображують подорож Ра через Дуат, також показують трупи богів, які оживають разом з ним. Замість того, щоб бути стійко безсмертними, боги періодично вмирали і відроджувалися, повторюючи події творіння, таким чином оновлюючи весь світ.  Тим не менш, завжди можна було порушити цей цикл і повернутися до хаосу. Деякі погано зрозумілі єгипетські тексти навіть припускають, що цьому лиху судилося статися — що бог-творець одного разу зруйнує порядок світу, залишивши лише себе та Осіріса серед первісного хаосу. 

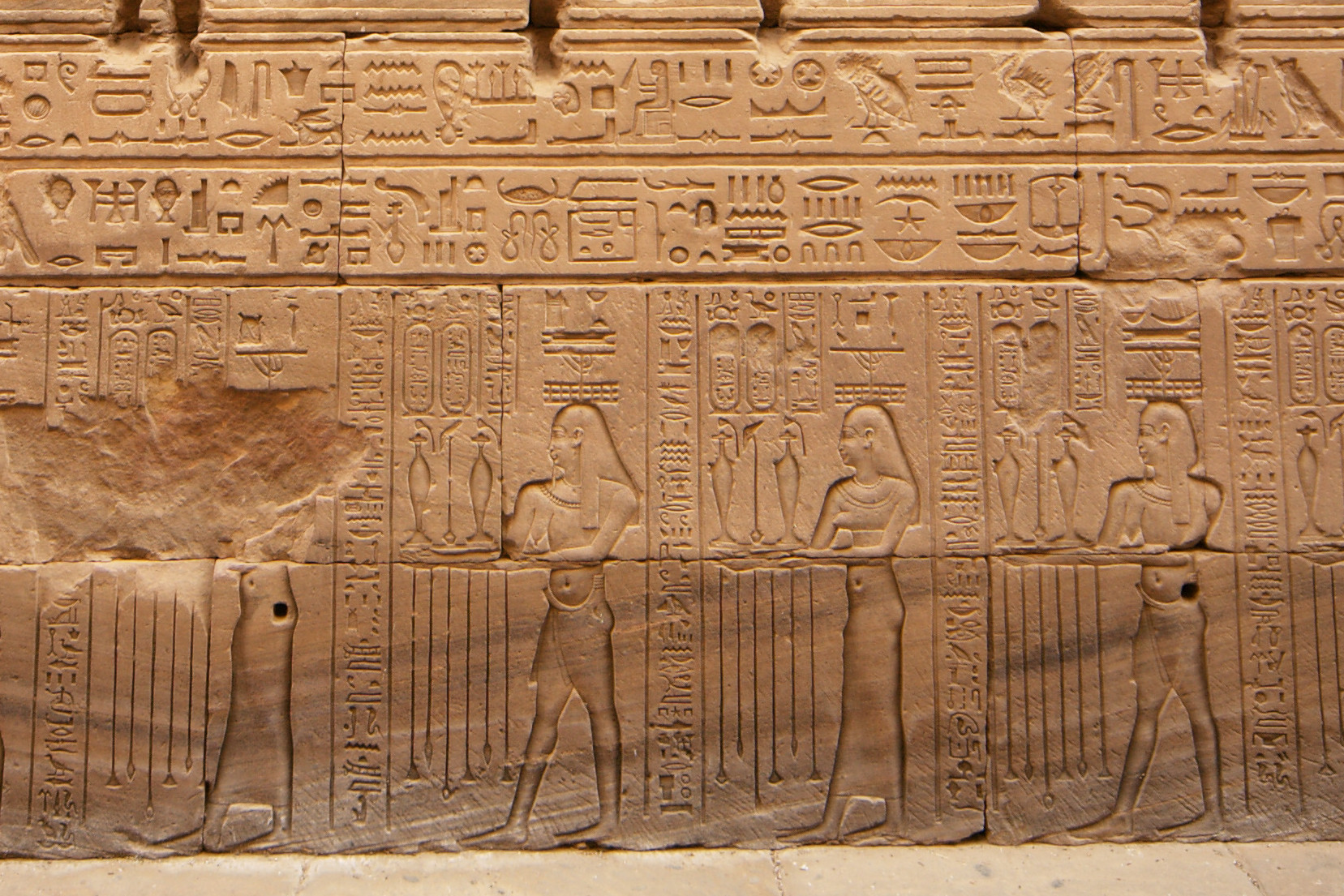
Божества, що уособлюють провінції Єгипту

Боги були пов'язані з певними регіонами Всесвіту. У єгипетській традиції світ складається з землі, неба та підземного світу. Навколо них темна безформність, яка існувало до створення.  Вважалося, що боги загалом живуть на небі, хоча вважалося, що боги, чиї ролі були пов'язані з іншими частинами всесвіту, натомість жили в цих місцях. Більшість подій міфології, які відбуваються в період до відходу богів з людського царства, відбуваються в земній обстановці. Там божества іноді взаємодіють з небесними. Підземний світ, навпаки, розглядається як віддалене і недоступне місце, і боги, які там живуть, мають труднощі у спілкуванні з тими, хто живе в світі.  Про простір поза космосом також кажуть, що він дуже далекий. Він також населений божествами, деякі ворожі, а інші корисні іншим богам і їхньому впорядкованому світу. 
У часи після міфу вважалося, що більшість богів перебувають або на небі, або невидимо присутні у світі. Храми були їх основним засобом контакту з людством. Вважалося, що кожен день боги переходили з божественного царства в свої храми, свої домівки в людському світі. Там вони вселялись у культові зображення, статуї, які зображували божества і дозволяли людям взаємодіяти з ними в храмових ритуалах. Цей рух між царствами іноді описували як подорож між небом і землею. Оскільки храми були центрами єгипетських міст, бог у головному храмі міста був божеством-покровителем міста та околиць.  Сфери впливу божеств на землі зосереджувалися на містах і регіонах, якими вони керували.  Багато богів мали більше ніж один культовий центр, і їхні місцеві зв'язки з часом змінювалися. Вони могли закріпитися в нових містах, або межі їхнього впливу міг скоротитися. Тому основний культовий центр даного божества в історичні часи не обов'язково є місцем його походження.  Політичний вплив міста може впливати на важливість його божества-покровителя. Коли королі з Фів взяли під свій контроль країну на початку Середнього царства (близько 2055—1650 рр. до н. е.), вони підняли богів-покровителів Фів — спочатку бога війни Монту, а потім Амона — на національну популярність. 
У єгипетських віруваннях імена виражають фундаментальну природу речей, до яких вони відносяться. Відповідно до цієї віри, імена божеств часто пов'язані з їхніми ролями чи походженням. Ім'я богині-хижачки Сехмет означає «могутня», ім'я таємничого бога Амона означає «прихований», а ім'я Нехбет, якій поклонялися в місті Нехеб, означає «вона з Нехеба». Багато інших імен не мають певного значення, навіть якщо боги, які їх носять, тісно пов'язані з однією роллю. Імена богині неба Нут і бога землі Геба не схожі на єгипетські терміни для позначення неба і землі . 
Єгиптяни також придумали неправдиву етимологію, надавши більше значень божественним іменам.  Уривок із "Текстів труни " передає ім'я похоронного бога Сокара як sk r, що означає «очищення рота», щоб пов'язати його ім'я з його роллю в ритуалі відкриття рота , тоді як один у У " Текстах пірамід " говориться, що назва заснована на словах, які вигукував Осіріс у хвилину лиха, що пов'язує Сокара з найважливішим похоронним божеством. 
Вважалося, що боги бувають багатоіменні. Серед них були таємні імена, які глибше за інших передавали їхню справжню природу. Знати справжнє ім'я божества означало мати владу над ним. Важливість імен демонструється міфом, у якому Ісіда отруює вищого бога Ра і відмовляється вилікувати його, якщо він не розкриє їй своє таємне ім'я. Дізнавшись ім'я, вона розповідає його своєму синові Гору, і, дізнавшись його, вони отримують більше знань і сили. 
Окрім імен, богам надавали епітети, як-от «володар пишноти», "правитель Абідосу " або «володар неба», які описують деякі функції їхньої ролі або поклоніння. Через множинні та збігаються ролі богів, божества можуть мати багато епітетів — при цьому важливіші боги накопичують більше титулів — і той самий епітет може застосовуватися до чимало божеств.  Деякі епітети з часом стали окремими божествами , як у випадку з Веретекау, епітетом, що застосовувався до кількох богинь, що означає «велика чарівниця», яка стала розглядатися як незалежна богиня.  Безліч божественних імен і титулів виражає різноманітну природу богів. 
Єгиптяни вважали поділ між чоловіком і жінкою основним для всіх істот, включаючи божеств.  Чоловіки-боги, як правило, мали вищий статус, ніж богині, і були більш тісно пов'язані зі створенням і з царюванням, тоді як богинь частіше вважали тими, що допомагають та забезпечують людей.   Деякі божества були андрогінними, але більшість прикладів можна знайти в контексті міфів про створення, в яких андрогінне божество представляє недиференційований стан, який існував до створення світу.  Атум був переважно чоловіком, але мав у собі жіночий фактор , яку іноді вважали богинею, відомою як Іусасет або Небететепет .  Створення почалося, коли Атум створив пару божеств, що відрізняються за статевою приналежністю: Шу та його дружина Тефнут .  Так само, як кажуть, Нейт, яку іноді вважали богинею-творцем, мала чоловічі риси, але в основному представлялися як жінка. 
Стать і гендер були тісно пов'язані зі створенням і, таким чином, відродженням.  Вважалося, що чоловіки-боги відіграють активну роль у зачатті дітей. Жіночих божеств часто відводили на допоміжну роль, стимулюючи мужність своїх чоловіків і виховуючи їхніх дітей, хоча богині відводили більшу роль у продовженні роду наприкінці єгипетської історії.  Богині вважалися міфологічними матерями та дружинами королів і також як прототипи людського царства.  Хатхор, яка була матір'ю або дружиною Гора і найважливішою богинею протягом більшої частини єгипетської історії , показала цей зв'язок між божеством і царем. 
Жіночі божества також мали жорстоку сторону, який можна було розглядати або позитивно, як у богинь Ваджет і Нехбет, які захищали короля, або негативно.  Міф про Око Ра протиставляє жіночу агресію сексуальності та вихованню, оскільки богиня лютує у вигляді Сехмет або іншого небезпечного божества, поки інші боги не заспокоюють її, після чого вона стає доброю богинею, такою як Хатор, яка, в деяких версіях, потім стає дружиною бога-чоловіка.  
Єгипетське уявлення сексуальності була зосереджена на гетеросексуальному розмноженні, і гомосексуальні акти зазвичай сприймалися з несхваленням. Проте деякі тексти посилаються на гомосексуальну поведінку між чоловічими божествами.  У деяких випадках, особливо коли Сет піддав сексуальному насильству Гора, ці дії служили для підтвердження домінування активного партнера та приниження покірного. Інші сполучення між чоловічими божествами можна було б розглядати позитивно і навіть народжувати потомство, як в одному тексті, в якому Хнум народився від союзу Ра і Шу. 
Єгипетські божества пов'язані між собою у складному та змінному ряді відносин. Зв'язки та взаємодії бога з іншими божествами допомогли визначити його характер. Так, Ісіда, як мати і захисниця Гора, була великою цілителькою, а також покровителькою царів.  Такі стосунки насправді були важливішими за міфи у вираженні релігійного світогляду єгиптян , хоча вони також були базовим матеріалом, з якого складалися міфи. 

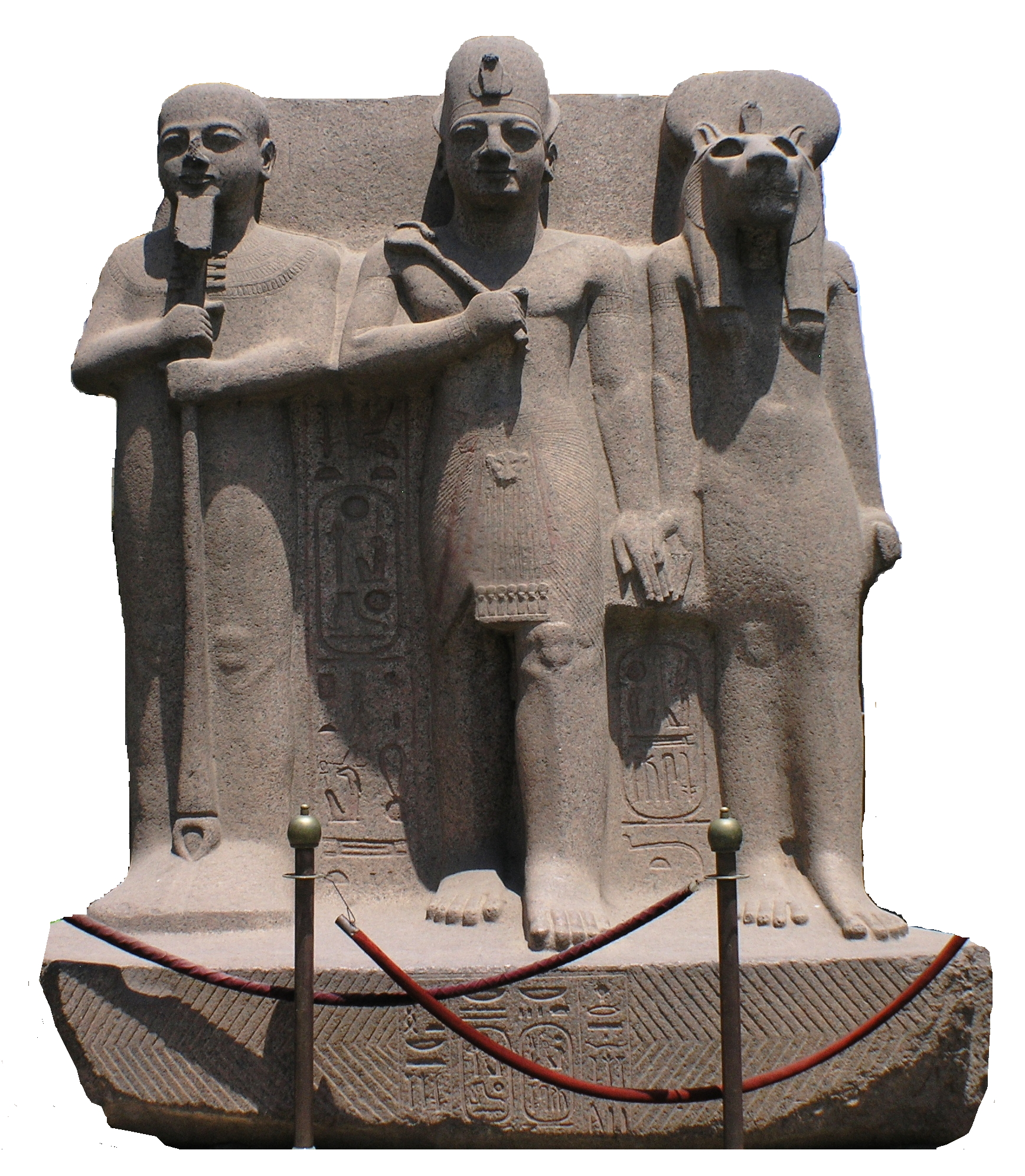
Боги Птах і Сехмет оточують царя, який виконує роль їхньої дитини Нефертума.

Сімейні взаємини є поширеним типом зв'язку між богами. Часто божества утворюють чоловічі та жіночі пари. Сім'ї трьох божеств, з батьком, матір'ю і дитиною, уособлюють створення нового життя і спадкоємність батька дитиною, модель, яка пов'язує божественні сім'ї з царською спадковістю.  Осіріс, Ісіда та Гор утворили квінтесенційну родину цього типу. Приклад, який вони подали, з часом набув більшого поширення, тому багато божеств у місцевих культових центрах, як-от Птах, Сехмет та їхня дитина Нефертум у Мемфісі та Фіванська тріада у Фівах, були зібрані в сімейні тріади.   Подібні генеалогічні зв'язки змінюються залежно від обставин. Хатор могла виступати в ролі матері, дружини або дочки бога сонця, а дитяча форма Гора виступала як третій член багатьох місцевих сімейних тріад. 
Інші божественні групи складалися з божеств із схожими ролями, або які разом представляли область єгипетського міфологічного космосу. Існували групи богів для годин дня і ночі та для кожного нома (провінції) Єгипту. Деякі з них містять конкретну, символічно важливу кількість божеств.  Парні боги іноді виконують подібні ролі, як і Ісіда та її сестра Нефтіда, які захищають і підтримують Осіріса.  Інші пари позначають протилежні, але взаємопов'язані поняття, які є частиною більшої єдності. Ра, який є динамічним і виробляє світло, і Осіріс, який статичний і оповитий темрявою, щоночі зливаються в єдиного бога.  Групи з трьох пов'язані з множинністю в давньоєгипетській думці, а групи з чотирьох означають повноту.  Правителі пізнього Нового царства уособлювали особливо важливу групу з трьох богів над усіма іншими: Амона, Ра і Птаха. Ці божества означали множинність усіх богів, а також їхні власні культові центри (великі міста Фів, Геліополіс і Мемфіс) і багато потрійних наборів концепцій в єгипетській релігійній думці.  Іноді до цієї групи додавали Сета, бога-покровителя королів Дев'ятнадцятої династії  і втілення безладу у світі, що підкреслювало єдине цілісне бачення пантеону. 
Дев'ять, добуток три і три, являє собою безліч, тому єгиптяни називали кілька великих груп " Еннеадами ", або наборами з дев'яти, навіть якщо в них було більше дев'яти членів.  Найвидатнішою енеадою була Еннеада Геліополіса, більшої родини божеств, що походять від Атума, яка включає в себе багато важливих богів.  Термін «енеада» часто розширювався, щоб охопити всіх єгипетських божеств. 
Це божественне зібрання мало нечітку і змінну ієрархію. Боги з широким впливом у космосі або міфологічно старші за інших мали вищі позиції в божественному суспільстві. На вершині цього суспільства стояв цар богів, якого зазвичай асоціювали з божеством-творцем.  У різні періоди єгипетської історії найчастіше кажуть, що різні боги займали це піднесене положення. Гор був найважливішим богом у ранній династичний період, Ра переважав в Старому царстві, Амон був верховним у Новому, а в періоди Птолемеїв та Риму Ісіда була божественною царицею і богинею-творцем.  Знову видатні боги, як правило, переймали характеристики своїх попередників.  Під час свого піднесення Ісіда ввібрала в себе риси багатьох інших богинь, і коли Амон став правителем пантеону, його з'єднали з Ра, щоб стати сонячним божеством. 

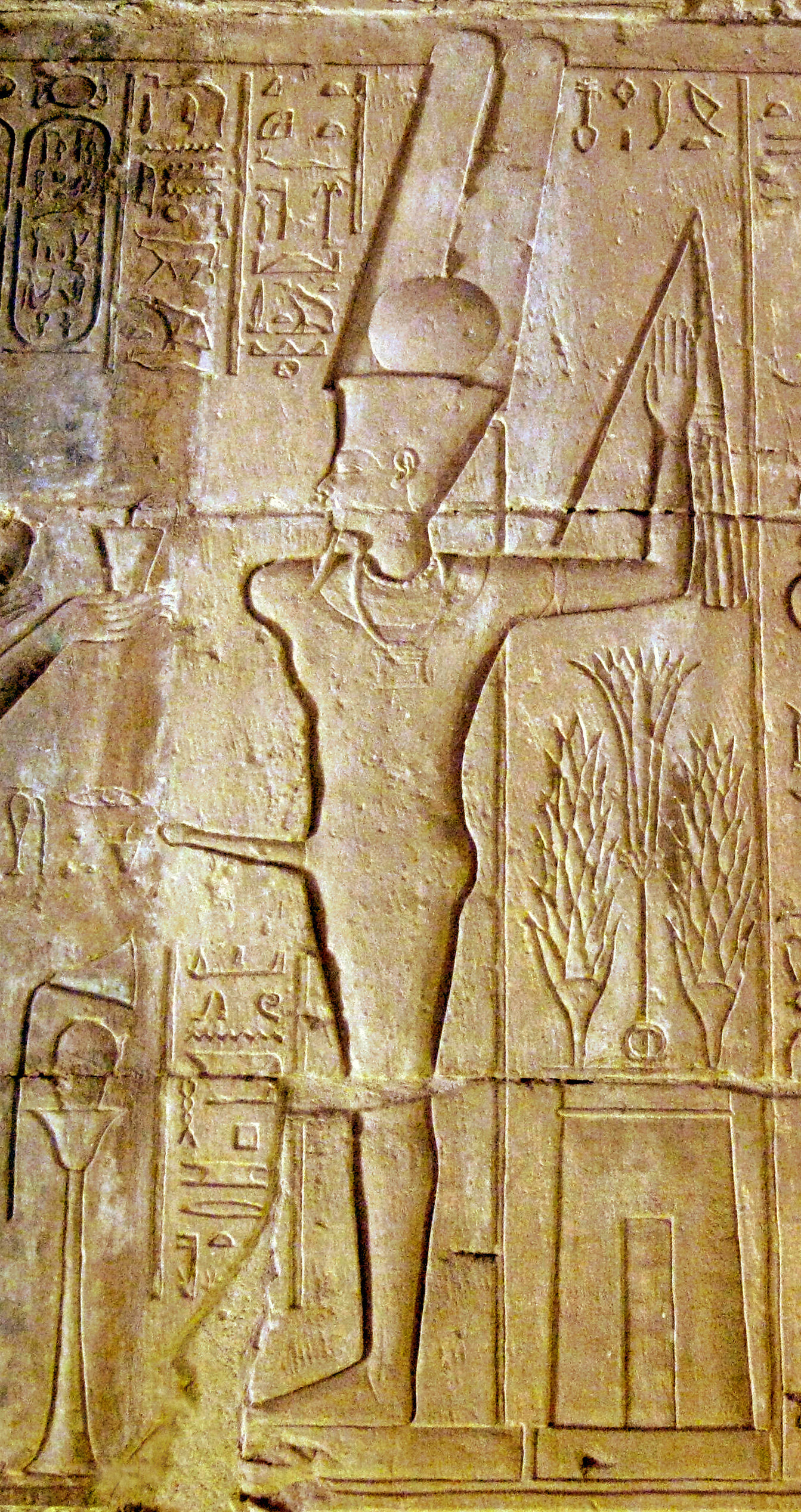
Амон-Ра-Камутеф, форма Амона з сонячними характеристиками Ра і функціонуючими здібностями, пов'язаними з Мін. Сонячний диск на його головному уборі взятий з Ра, а його прямостоячий фалос походить з іконографії Мін.

Вважалося, що боги проявляються в різних аспектах.  Єгиптяни мали складне уявлення про людську душу, що складалося з кількох частин. Духи богів складалися з майже однакових елементів.  Ба був компонентом людської або божественної душі, який впливав на навколишній світ. Будь-який видимий прояв сили бога можна було б назвати його ба ; таким чином, сонце називали ба Ра.  Зображення божества вважалося ка, іншим компонентом його істоти, який виконував роль посудини для проживання ба цього божества. Вважалося, що культові зображення богів, які були в центрі уваги храмових ритуалів, а також священних тварин, які уособлювали певні божества, таким чином зберігали божественні бази.  Богам можна було приписати багато ба і ка, яким іноді давали імена, що представляли різні аспекти природи бога.  Вважалося, що все існуюче є одним із ка Атума, бога-творця, який спочатку містив усе в собі,  і одне божество можна було назвати ба іншого, що означає, що перший бог є прояв сили іншого.  Божественні частини тіла могли діяти як окремі божества, як-от Око Ра і Рука Атума, обидві з яких уособлювалися як богині.  Боги були настільки сповнені життєдайної сили, що навіть їх тілесні рідини могли перетворюватися на інші живі істоти;  Вважалося, що людство виникло зі сліз бога-творця, а інші божества — із його поту. 
Національно значущі божества породили місцеві прояви, які іноді вбирали в себе ознаки старших регіональних богів.  Гор мав багато значень, пов'язаних з конкретними місцями, включаючи Гора з Некхена, Гора з Бухена та Гора з Едфу .  Такі локальні прояви можна було б розглядати майже як окремі істоти. Під час Нового царства оракул звинуватив одного чоловіка в крадіжці одягу, який мав передавати повідомлення від Амона з Пе-Хенті. Він проконсультувався з двома іншими місцевими оракулами Амона, сподіваючись на інше судження.  Прояви богів також відрізнялися відповідно до їхніх ролей. Гор міг бути могутнім богом неба або вразливою дитиною, і ці форми іноді вважалися самостійними божествами. 
Боги згуртовувались один з одним так само легко, як і розділялися. Бог міг називатися ба іншого, або два чи більше божеств могли бути об'єднані в одного бога за допомогою комбінованого імені та іконографії .  Місцеві боги були пов'язані з більшими, а божества з подібними функціями об'єднувалися. Ра був пов'язаний з місцевим божеством Собеком, щоб утворити Собек-Ра; зі своїм правлячим богом Амоном, щоб утворити Амона-Ра; із сонячною формою Horus утворити Ra-Horahty; і з кількома сонячними божествами, як Хоремахет-Хепрі-Ра-Атум.  У рідкісних випадках божества різної статі могли бути об'єднані таким чином, створюючи такі комбінації, як Осіріс-Нейт.  Такий зв'язок божеств називається синкретизмом . На відміну від інших ситуацій, для яких використовується цей термін, єгипетська практика не мала на меті злиття конкуруючих систем вірувань, хоча іноземні божества могли бути синкретизовані з місцевими.  Натомість синкретизм визнав перекриття між ролями божеств і розширив сферу впливу для кожного з них. Синкретичні комбінації не були постійними; бог, який брав участь в одній зміні, продовжував з'являтися окремо і утворювати нові комбінації з іншими божествами.  Тісно пов'язані божества іноді ставали одним цілим. Гор поглинув кількох богів-соколів з різних регіонів, таких як Хенті-Ірті і Кхенті-Хеті, які стали лише місцевими проявами його; Хатхор підрахувала подібну богиню-корову, Бат ; а раннього похоронного бога, Хенті-Аментіу, витіснили Осіріс і Анубіс . 
Під час правління Ехнатона (близько 1353—1336 рр. до н. е.) у середині Нового царства єдине сонячне божество, Атон, стало єдиним центром державної релігії. Ехнатон припинив фінансувати храми інших божеств і стер імена та зображення богів на пам'ятниках, зокрема, на Амона. Ця нова релігійна система, яку іноді називають атенізмом, різко відрізнялася від політеїстичного поклоніння багатьом богам у всі інші періоди. У Атона не було міфології, і його зображували та описували більш абстрактно, ніж традиційні божества. У той час як у попередні часи нові важливі боги були інтегровані в існуючі релігійні вірування, атенізм наполягав на єдиному розумінні божественного, що виключало традиційну множинність точок зору.  Проте атенізм, можливо, не був повним монотеїзмом, який повністю виключає віру в інших божеств. Є дані, що свідчать про те, що загальне населення продовжувало поклонятися іншим богам наодинці.  Картина ще більше ускладнюється через очевидну терпимість Атенізму до деяких інших божеств, таких як Маат, Шу і Тефнут. З цих причин єгиптологи Домінік Монтсеррат і Джон Бейнс припустили, що Ехнатон міг бути одностороннім, поклоняючись одному божеству, визнаючи існування інших.   У будь-якому випадку, аберантна теологія Атенізму не прижилася серед єгипетського населення, і наступники Ехнатона повернулися до традиційних вірувань. 

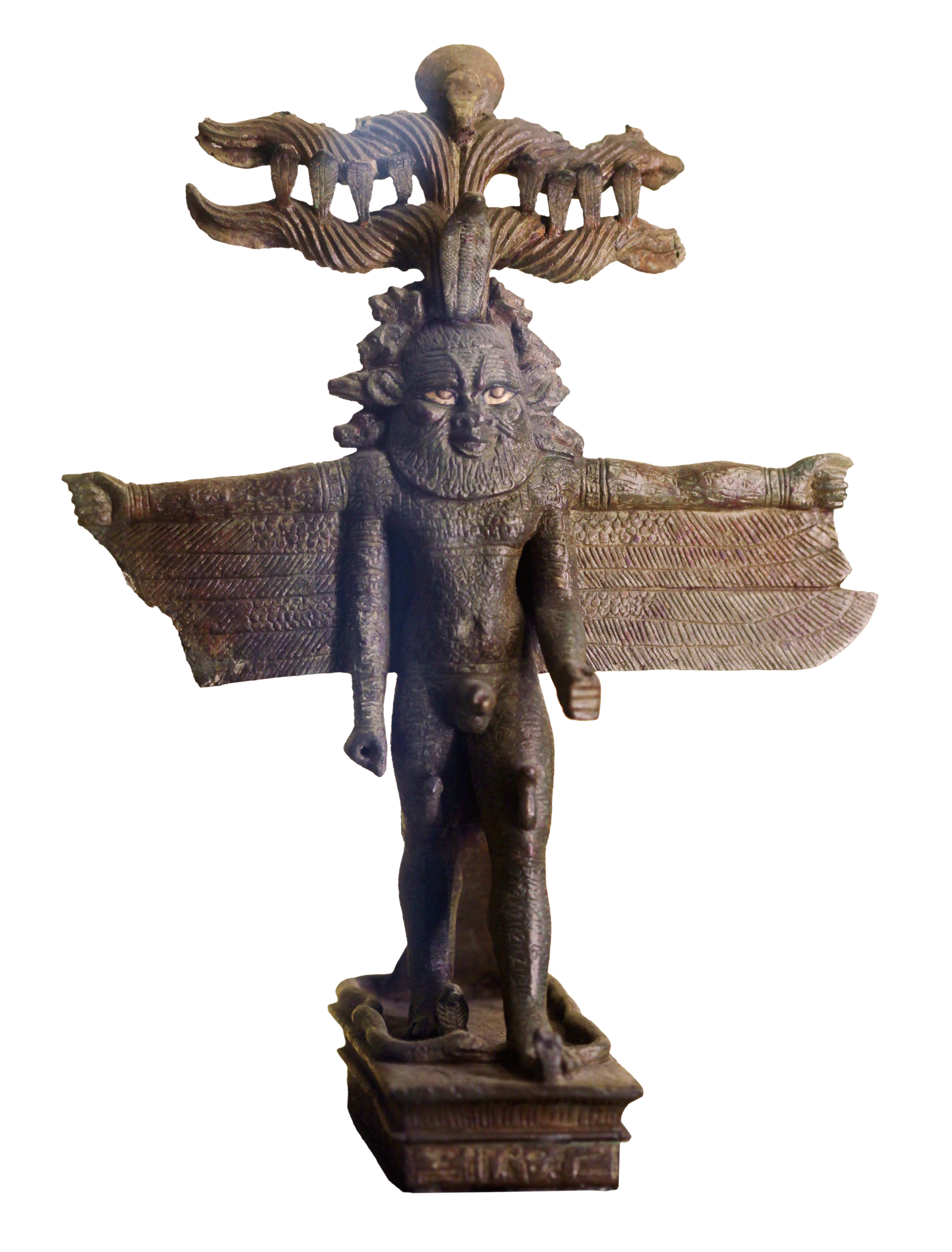
Бог Бес з атрибутами багатьох інших божеств. Образи, подібні до цього, представляють присутність безлічі божественних сил в одній істоті.

Вчені довго сперечалися, чи традиційна єгипетська релігія коли-небудь стверджувала, що численні боги на більш глибокому рівні об'єднані. Причини цієї дискусії включають практику синкретизму, який може припустити, що всі окремі боги в кінцевому результаті можуть стати одним, а також тенденцію єгипетських текстів приписувати певному богу владу, яка перевершує всі інші божества. Іншим моментом суперечки є поява слова «бог» у літературі мудрості, де цей термін не відноситься до конкретного божества або групи божеств.  На початку 20-го століття, наприклад, Е. А. Уолліс Бадж вважав, що єгипетські простолюдини були політеїстами, але знання про справжню монотеїстичну природу релігії було зарезервовано для еліти, яка писала літературу мудрості.  Його сучасник Джеймс Генрі Брестед вважав єгипетську релігію пантеїстичною, з силою бога сонця, присутнім у всіх інших богах, тоді як Герман Юнкер стверджував, що єгипетська цивілізація спочатку була монотеїстичною і стала політеїстичною протягом своєї історії. 

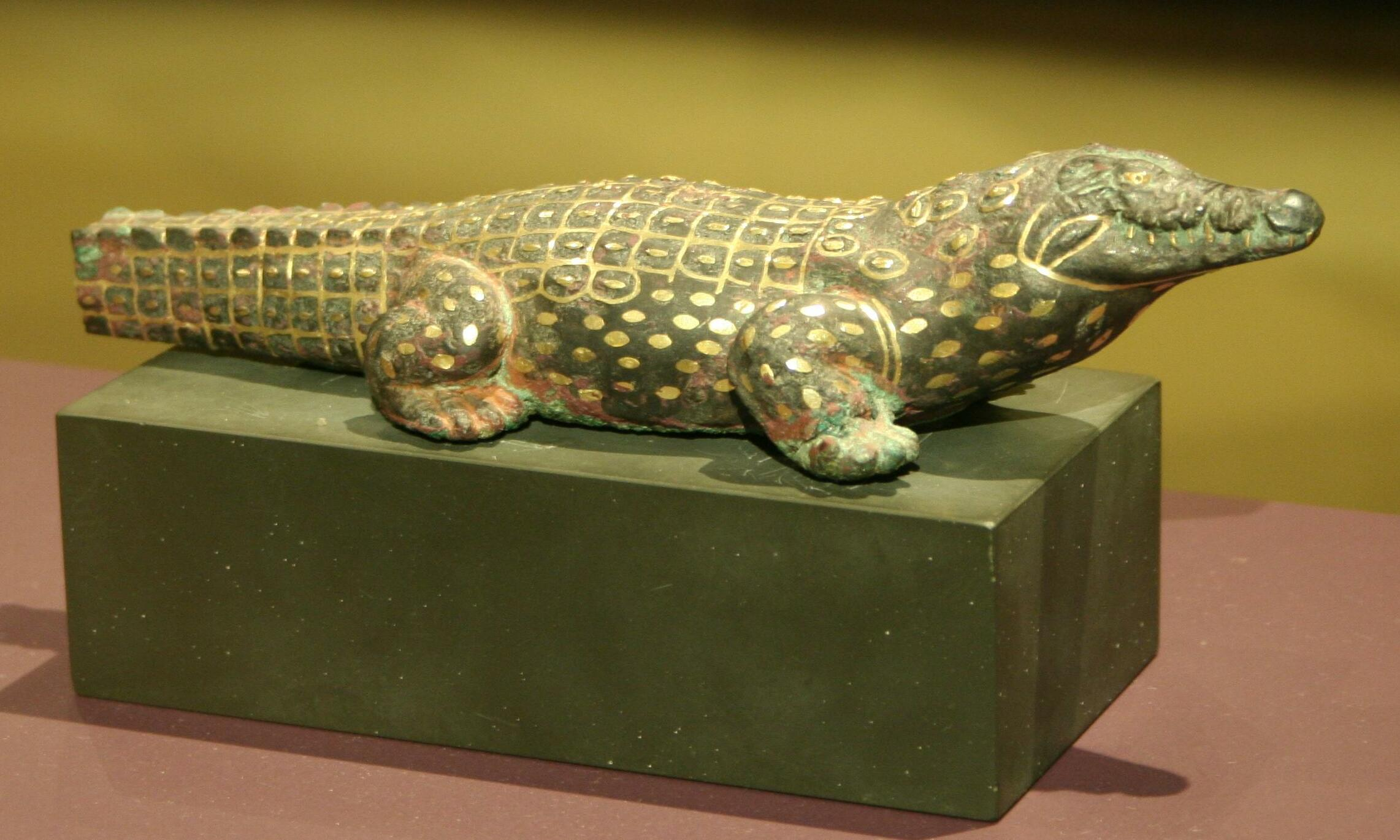
Статуя бога-крокодила Собека у повністю тваринному вигляді, можливо, культове зображення з храму

У 1971 році Ерік Хорнунг опублікував дослідження , яке спростовує такі погляди. Він зазначає, що в будь-який період багато божеств, навіть мізерні, були описані як вищі за всіх інших. Він також стверджує, що невизначений «бог» у текстах мудрості є загальним терміном для будь-якого божества, яке має відношення до читача в конкретній ситуації.  Хоча комбінації, прояви та іконографії кожного бога постійно змінювалися, вони завжди були обмежені кінцевою кількістю форм, ніколи не стаючи повністю взаємозамінними монотеїстичним або пантеїстичним способом. Генотеїзм, каже Хорнунг, описує єгипетську релігію краще, ніж інші ярлики. Єгиптянин міг поклонятися будь-якому божеству в певний час і приписувати йому верховну владу в цей момент, не заперечуючи інших богів і не об'єднуючи їх усіх з богом, на якому він або вона зосередилися. Хорнунг приходить до висновку, що боги були повністю уніфіковані лише в міфі, у час до створення, після чого безліч божеств виникло з єдиного небуття. 
Аргументи Хорнунга значно вплинули на інших дослідників єгипетської релігії, але деякі досі вважають, що часом боги були більш єдиними, ніж він вважає.  Ян Ассман стверджує, що уявлення про єдине божество розвивалося повільно в Новому царстві, починаючи з фокусу на Амоні-Ра як найважливішому богу сонця.  На його думку, атенізм був крайнім наслідком цієї тенденції. Воно прирівнювало єдине божество до сонця і відкидало всіх інших богів. Потім, у відповідь на атенізм, священики-богослови описали всесвітнього бога по-іншому, таким, що співіснував із традиційним політеїзмом. Вважалося, що один бог перевершує світ і всі інші божества, а в той же час численні боги були аспектами одного. За словами Ассмана, цей єдиний бог особливо прирівнювався до Амона, панівного бога пізнього Нового царства, тоді як протягом решти єгипетської історії універсальне божество можна було ототожнювати з багатьма іншими богами.  Джеймс П. Аллен каже, що співіснуючі уявлення про одного бога та багатьох богів добре вписуються з «множинністю підходів» у єгипетській думці, а також із генотеїстичною практикою звичайних фанатів. Він каже, що єгиптяни, можливо, визнали єдність божественного, «ототожнюючи своє єдине поняття „бога“ з конкретним богом, залежно від конкретної ситуації». 